# گل رز باغ آمریکایی
گل رز باغ آمریکایی (انگلیسی: American Garden Rose Selections) جایزه سالانه ای است که توسط صنعت گل رز آمریکا حمایت می‌شود تا انواع گل رز برجسته را برای مناطق مختلف ایالات متحده آمریکا قدردانی و آن را توصیه کند. AGRS جایگزین گل رز سراسر آمریکا شد که پس از سال ۲۰۱۲ متوقف شده بود. اولین جایزه سالانه گل رز باغ آمریکایی در سال ۲۰۱۶ معرفی شد. فرایند انتخاب گل رز باغ آمریکایی شامل آزمایش گل رز در چندین باغ آزمایش منطقه ای در سراسر ایالات متحده است. چندین بار در سال به مدت دو سال رشد و ارزیابی می‌شود. تنها ۴ درصد از تمام رزهای آزمایش شده در این برنامه برای جایزه گل رز باغ آمریکایی انتخاب شده‌اند.